# Elezioni generali in Mozambico del 2009
Le elezioni generali in Mozambico del 2009 si tennero il 28 ottobre per l'elezione del Presidente e dei membri del Parlamento.

## Risultati

### Elezioni presidenziali
| Candidati       | Partiti                             | Voti      | %     |
| --------------- | ----------------------------------- | --------- | ----- |
| Armando Guebuza | Fronte di Liberazione del Mozambico | 2 974 627 | 75,01 |
| Afonso Dhlakama | Resistenza Nazionale Mozambicana    | 650 679   | 16,41 |
| Daviz Simango   | Movimento Democratico del Mozambico | 340 579   | 8,59  |
| Totale          | Totale                              | 3 965 885 | 100   |

### Elezioni legislative
| Liste                               | Voti      | %     | Seggi |
| ----------------------------------- | --------- | ----- | ----- |
| Fronte di Liberazione del Mozambico | 2 907 335 | 74,66 | 191   |
| Resistenza Nazionale Mozambicana    | 688 782   | 17,69 | 51    |
| Movimento Democratico del Mozambico | 152 836   | 3,93  | 8     |
| Altri                               | 144 905   | 3,72  | –     |
| Totale                              | 3 893 858 | 100   | 250   |